# Камалдоли (Напуљ)
Камалдоли је насеље у Италији у округу Напуљ, региону Кампанија.
Према процени из 2011. у насељу је живело 17 становника. Насеље се налази на надморској висини од 49 м.